# Universidad UNIACC
La Universidad UNIACC (acrónimo de Universidad de Artes, Ciencias y Comunicaciones) es una universidad privada chilena ubicada en la comuna de Providencia, en Santiago de Chile. Está orientada a las carreras de la industria de las comunicaciones, y es autónoma desde el año 2000. Desde abril de 2016 fue controlada por la firma estadounidense Apollo Education Group, que la compró a la familia Guiloff por US$44 000 000 (cuarenta y cuatro millones de dólares). Actualmente es controlada por una nueva comisión sin fines de lucro.
Es una Universidad referente en el ámbito de las Comunicaciones y Artes en Latinoamérica. Promueve programas de movilidad al extranjero para sus estudiantes. Durante 2016 ha acreditado dos carreras: Artes Visuales y Traducción e Interpretariado Simultáneo-Consecutivo (Inglés-Español).
Actualmente se encuentra acreditada por la Comisión Nacional de Acreditación (CNA-Chile) por un período de 3 años (de un máximo de 7), desde agosto de 2023 hasta agosto de 2026.Está en la posición 57 según el ranking de Webometrics 2024.

## Carreras
Fue la primera universidad en implementar la carrera de Comunicación Audiovisual en Chile en el año 1981. También fue una de las primeras universidades chilenas en dictar un programa de educación a distancia, eLearning, existente desde el año 1996. Hoy, ofrece diversos programas académicos en esta modalidad a través de eCampus, la Universidad a Distancia de Uniacc. Las carreras de Ingeniería Comercial, Psicología, Administración Pública, Bibliotecología, Trabajo Social e Ingeniería Informática y Multimedia, el programa de Bachiller en Formación General, el Diplomado de Especificaciones y Estándares eLearning, el Preuniversitario En línea y diversos cursos de informática y formación personal completan su oferta educativa.
Posee un canal de televisión y una estación de radio en línea Uniacc TV y Radio Uniacc respectivamente. Uniacc TV posee una cobertura en la comuna de Providencia a través de la frecuencia 34 UHF y a todo el mundo a través de su señal en línea, mientras que la señal de Radio Uniacc se puede escuchar en todo el mundo a través de su señal en línea. La división televisiva de esta universidad también se encargó de producir los programas Sábado por la Noche (1997 - 2011), Humanamente Hablando (1994 - 2005) y Cada día mejor (2005 - 2011).

## Rectores
Los rectores que ha tenido UNIACC son los siguientes:
- Andrés Guiloff (1981-2008).
- Hermann Schwarz (2009).
- Andrés Lastra (2010).
- Daniel Farcas (2010-2011).
- Juan Enrique Froemel (2011-2012).
- Pedro Labbé (2012-2015).
- Bernardo Errázuriz (2015-2020).
- Fernando de la Jara (2020-2024).
- Nicolás Cubillos (2024-2025).
- Carlos Barría (2025-presente).

## Controversias

### Denuncia de las becas Valech
Durante abril de 2010, la Uniacc, se vio envuelta en una acusación de estafa según una investigación hecha por el programa de televisión "Esto no tiene nombre", de TVN. La estafa denunciada era que la casa de estudios impartía programas de estudios que no eran conducentes a título a personas que estaban incluidas en el informe Valech, quienes poseían un beneficio estatal para seguir una carrera universitaria sin cancelar el valor de la misma. El fraude alcanzó cerca de 5 mil millones de pesos y afectó a varios beneficiados, que según el reportaje, no tenían los requisitos mínimos para optar a una carrera universitaria y en algunos casos eran analfabetos.
Semanas más tarde de la emisión del programa, el rector de la UNIACC hasta ese momento, Daniel Farcas, fue destituido de su cargo.

### Administración
En junio de 2012, la Comisión Investigadora sobre el Funcionamiento de la Educación Superior de la Cámara de Diputados de Chile anunció que Uniacc, junto con otras seis instituciones de educación superior, presentaban irregularidades en su administración, tales como el incumplimiento del requisito de corporación educacional sin fines de lucro, el pago de sueldos elevados a los miembros del directorio o ejecutivos, la externalización de servicios relevantes, el uso de «sociedades espejo» y la incorporación de familiares dentro del directorio. La institución además cae en el marco de «compra y venta de universidades bajo el control de grupos económicos y extranjeros».
Durante 2013 fue investigada en profundidad para determinar un supuesto ánimo de lucro en su administración —práctica prohibida para las universidades de acuerdo con las leyes chilenas— corriendo el riesgo de ser cerrada como lo fue la Universidad del Mar. En noviembre de 2013, el Ministerio de Educación sobreseyó la investigación, absolviéndose a la institución de todos los cargos que se le acusaban.